# فرودگاه کایلو
فرودگاه کایلو (ایکائو: FZOO) یک فرودگاه در قلمرو کایلو در استان مانیما در کشور جمهوری دموکراتیک کنگو است.